# Chetthathirat
Re Chetthathirat, in lingua thai: สมเด็จพระเชษฐาธิราช (trascrizione RTGS: Somdet Phra Chetthathirat) (Ayutthaya, 1613 – Ayutthaya, 1630), è stato il ventitreesimo sovrano del Regno di Ayutthaya, fondato nel 1350 da Ramathibodi I nei territori dell'odierna Thailandia.
Fu il sesto e penultimo re della dinastia di Sukhothai e regnò per meno di due anni prima di essere assassinato.

## Biografia

### Il regno del padre
Era figlio del suo predecessore re Songtham, e da bambino era chiamato Chetthakuman (เชษฐากุมาร), "Chettha l'infante"', o semplicemente Chettha. Secondo quanto scrisse il diplomatico e storico olandese Jeremias Van Vliet, direttore nel XVII secolo dell'ufficio di Ayutthaya della Compagnia olandese delle Indie orientali, Songtham era stato un re generoso, pacifico, liberale, devoto agli studi e alla fede religiosa; fu ammirato come uomo giusto da sudditi e stranieri. Dopo la sua morte, sarebbero passati molti anni prima che in Siam tornasse un periodo di benessere simile a quello che caratterizzò il suo regno.
Songtham era figlio di re Ekathotsarot (r. 1605-1610) e nipote del fratello di questi, re Naresuan (r. 1590-1605), che nel 1593 avevano liberato Ayutthaya dal vassallaggio alla Birmania e avevano ricostruito il Paese messo in ginocchio dalla dominazione birmana. Durante il regno di Ekathotsarot si era formata ad Ayutthaya una consistente colonia di giapponesi tra i quali si era messo in luce Yamada Nagamasa, che avrebbe avuto un ruolo importante durante i regni successivi. Songtham era salito al trono nel 1611 e si era distinto in politica estera per aver definitivamente aperto il Paese ai commerci con Portogallo, Inghilterra, Giappone e le Sette Province Unite (gli odierni Paesi Bassi). Aveva promosso fortunate campagne di guerra contro i birmani.
Durante il regno di Songtham, Yamada Nagamasa fu posto a capo della colonia giapponese ad Ayutthaya con il titolo di Okya Senaphimuk ed acquisì crescente potere a corte diventando uno dei più rappresentativi uomini di Stato. Combatté con successo al fianco delle truppe siamesi e organizzò le ambasciate di Ayutthaya in Giappone presso lo shōgun Tokugawa Ieyasu. Altrettanto potere ebbe in quel periodo il ministro e cugino del sovrano Okya Sri Worawong, che aveva ricevuto da Songtham questa importante carica malgrado in precedenza si fosse distinto per il suo carattere violento e ribelle finendo due volte in carcere.

### Ascesa al trono
Alla fine del 1628, Songtham si ammalò gravemente e si formarono a corte due fazioni, una che voleva come suo successore Sri Sin, fratello minore del re, ritenuto dai cronisti dell'epoca il legittimo erede al trono (Maha Uparat) e appoggiato dal popolo nonché dal potente Phraya Kalahom, mentre Yamada e Okya Sri Worawong spinsero per la nomina del quindicenne principe Chettha. Il re scelse Chettha come erede al trono, prima di morire il 22 dicembre 1628 all'età di 38 anni. Il nuovo sovrano prese il nome Chetthathirat e fu sin dall'inizio assoggettato ai voleri dell'Okya Sri Worawong, che lasciò questo titolo al fratello e si fece nominare Phraya Kalahom. L'ascesa al trono di Chetthathirat era stata contestata dal popolo e lo fu ancora di più per una serie di delitti che caratterizzarono il suo breve regno. L'amnistia con cui liberò molti detenuti in occasione della sua incoronazione non gli fu sufficiente per conquistare i favori dei sudditi.

### Il breve regno
Il più grave delitto fu quello di Sri Sin, zio di Chettha, ritenuto pericoloso per la sua ambizione di diventare re. Sri Sin intuì che l'inimicizia del nuovo Kalahom poteva costargli cara e si premunì entrando in un monastero come monaco buddhista. Fu però convinto a sciogliere i voti da Yamada, che gli promise di aiutarlo con le proprie truppe a prendersi il trono. Quando uscì dal monastero fu invece catturato, condannato a morte e trasferito a Phetchaburi, dove fu gettato in una profonda fossa a morire di fame. Fu liberato con uno stratagemma da Luang Monkorn, uno dei suoi alleati, radunò quindi un consistente numero di sostenitori che lo aiutarono a impadronirsi di alcune città e lo acclamarono re. Fu però sconfitto e catturato; prima di essere rinchiuso in un sacco ed essere bastonato a morte con legno di sandalo nel Wat Khok Phraya, antica tradizione di Ayutthaya riservata ai membri della famiglia reale condannati a morte, mise in guardia Chetthathirat dalle mire del nuovo Kalahom. Anche Luang Monkorn fu giustiziato dopo aver tentato di assassinare il Phraya Kalahom.
Nel periodo successivo, il Phraya Kalahom coinvolse Chetthathirat in ogni sorta di spese folli e di depravazioni, accentuando l'insofferenza del popolo nei confronti del sovrano. Nel frattempo il Phraya Kalahom stava progressivamente accaparrandosi le prerogative della monarchia siamese e arrivò a organizzare per la morte della propria madre un funerale di Stato con il tipo di cremazione riservato alla famiglia reale, invitando le più alte personalità della corte. L'evento scatenò proteste e violente minacce da parte di Chetthathirat, che stava maturando una profonda invidia per il potere accumulato dal cortigiano. Il Phraya Kalahom si sentì in pericolo e con le proprie guardie attaccò il palazzo reale, il sovrano si rifugiò in un tempio ma fu catturato e giustiziato insieme alla madre Amarit, a meno di due anni dalla sua investitura. Al pari di Sri Sin e di altri sovrani di Ayutthaya, fu rinchiuso in un sacco di velluto e bastonato a morte con legno di sandalo nel Wat Khok Phraya. Mettere il re nel sacco si accordava con la tradizione locale secondo cui non si poteva toccare direttamente i sovrani né versarne il sangue.

## Successione
Il Phraya Kalahom fece giustiziare anche Phraya Kamphengram, che con l'appoggio di Yamada ambiva al trono. Seguirono le proteste del ministro giapponese, che ottenne la nomina a sovrano del principe Athittayawong, un bimbo di soli 10 anni fratello minore di Chetthathirat. Il nuovo re fu internato in un monastero e giustiziato dopo un solo mese su ordine del Phraya Kalahom, che usurpò quindi il trono con il nome regale Prasat Thong.